# 1779 en littérature
| Années de la littérature : 1776 - 1777 - 1778 - 1779 - 1780 - 1781 - 1782    |
| Décennies de la littérature : 1740 - 1750 - 1760 - 1770 - 1780 - 1790 - 1800 |

Cet article présente les faits marquants de l'année 1779 en littérature.

## Événements
- 8 octobre : William Blake est admis au cours de dessin d'après l'antique de la Royal Academy of Arts[1].

## Parutions
- David Hume, Dialogues concerning natural religion, London, 1779, 264 p. (présentation en ligne) (« Dialogues sur la religion naturelle »), publiée à titre posthume. Une première édition de 152 pages parait à Édimbourg la même année.
- Henry Swinburne, Travels through Spain in the years 1775 and 1776, London, P. Elmsly, 1779 (présentation en ligne).

- Ignacy Krasicki, Bajki i przypowieści (pl), Warszawie, Michała Grölla, 1779 (présentation en ligne) (« Fables et paraboles »).
- Friedrich Heinrich Jacobi, Woldemar : Eine Seltenheit aus der Naturgeschichte, Flensburg und Leipzig, Kortenschen Buchhandlung, 1779 (présentation en ligne), roman épistolaire philosophique et sentimental.

## Naissances
- 10 mars  – Frances Trollope, romancière anglaise († 6 octobre 1863)
- 14 novembre  – Adam Gottlob Oehlenschläger, poète et dramaturge romantique danois († 20 janvier 1850).
- Ricard de Saint-Hilaire, poète français († 21 septembre 1849).